# ویتوگ (کنتیکت)
ویتوگ (به انگلیسی: Weatogue) یک منطقهٔ مسکونی در ایالات متحده آمریکا است که در کنتیکت واقع شده‌است. ویتوگ ۷٫۸۱ کیلومتر مربع مساحت و ۲٬۷۷۶ نفر جمعیت دارد و ۹۱٫۴۴ متر بالاتر از سطح دریا واقع شده‌است.